# حمد بن سعید
حمد بن سعید (درگذشت ۱۷۹۲) سلطان عمان، سومین از سلسله آل سعید بود، وی بین ۱۷۸۶ و ۱۷۹۲ بر این کشور حکومت کرد.